# سرافيموفتش
سرافيموفتش (بالروسية: Серафимович) هي إحدى مدن روسيا في الكيان الفدرالي الروسي فولغوغراد أوبلاست.

## أعلام
- ماركيان بوبوف